# 蟹沢萌子
蟹沢 萌子（かにさわ もえこ、1999年10月25日 - ）は、日本のアイドル、声優。指原莉乃プロデュースの女性アイドルグループ・≠MEのメンバー及び同グループのリーダー、メディアミックスアイドルプロジェクト「シャインポスト」内アイドルユニット・TINGSのメンバーである。神奈川県出身。 愛称は、もえこ。代々木アニメーション学院所属。

## 略歴
2019年
- 1月26日、=LOVEの姉妹グループオーディションの最終審査に合格[2]。
- 2月24日、≠MEのお披露目会見が行われ、≠MEのメンバーとして正式に発表された[3]。
- 11月22日、Rakuten LIVE「朗読女子」に出演、「『君の音だったんだ』」の歌詞を朗読をした[4][5]。

2020年
- 7月25日、天王洲 銀河劇場にて開催された無観客ライブ「次に会えた時 何を話そうかな」の途中で≠MEのリーダーに就任することが発表される[6]。

2021年
- 10月26日、タワーレコード新宿店で行われた「『シャインポスト』重大発表イベント」にて、玉城杏夏役を演じることが発表された。声優の仕事は今回が初となる[7]。

2022年
- 10月25日、個人Instagramを開設[8]。

2023年
- 7月15日、横浜スタジアムで行われた横浜DeNAベイスターズ対広島東洋カープ戦にて、櫻井もも、永田詩央里と共にセレモニアルピッチ（始球式）を務めた[9]。

2024年
- 7月15日、≠ME 全国ツアー2024「やっと、同じクラス」神奈川県・横浜アリーナ公演が凱旋公演として行われ、昼公演で坂道AKBの「誰のことを一番 愛してる?」をソロで披露した[10][11]。
- 9月2日、「わんだふるぷりきゅあ！ざ・むーびー！ドキドキ♡ゲームの世界で大冒険！」の宣伝アンバサダーに就任した[12]。

2025年
- 5月22日、同年9月上演の舞台「賭ケグルイ」にて主演・蛇喰夢子役を演じることが発表された[13]。

## 人物
- 愛称は、もえこ[1]、萌ちゃん[14]。TINGSメンバー等、シャインポストの関係者からはもえぴ（萌ぴ）と呼ばれている[15]。
- 性格は真面目でしっかり者だが、ふわふわおっとりしていておっちょこちょいな面もある[1]。
- 小学校の頃からクラスの委員長や、高校のチアリーディング部で部長をやっていた[16]。
- ≠ME、TINGSの振付を担当するCRE8BOYから「教えたものを超えてくる人」として名前が挙がっている[17]。
- 趣味は読書、メイク、写真撮影、野球観戦[4]、1人でいろんなところを散策すること、ドラマや映画を見ること[14]。
- 特技はお菓子作り、ハンドメイド[4]、心臓の音のモノマネ（細かすぎて伝わらないモノマネ）[14]。
- 初めて買ったCDはAKB48の「ポニーテールとシュシュ」[18]。
- 好きなアーティストはあいみょんで、1人でライブに参戦したこともある[1]。
- 好きな食べ物はサーモン[14]、ゆで卵、マカロン、さつまいも[19]。苦手な食べ物はパクチーと生姜[14]。
- ペンライトカラーは水色と赤色。加入当初は水色と白色だった。

## 参加楽曲

### ≠ME

#### シングル
- 君はこの夏、恋をする
  - ミラクル!
  - 薄明光線
  - 超絶ヒロイン
- まほろばアスタリスク
  - 好きだ!!!
  - ワタシアクセント
  - 誰もいない森の奥で一本の木が倒れたら音はするか?
- チョコレートメランコリー
  - 君はスパークル
  - 虹が架かる瞬間
- す、好きじゃない!
  - 僕たちのイマージュ
- はにかみショート
  - 桃色デイブレイク
  - ピオニーズ

- 天使は何処へ
  - このままでモーメンタリ - センター
  - マシュマロフロート
- 想わせぶりっこ
  - フロアキラー
  - 月下美人
  - デートの後、22時
- アンチコンフィチュール
  - 初恋カムバック
  - ヒロインとオオカミ
- 夏が来たから
  - ごめん、マジで
  - 最強のラブソング
- モブノデレラ/神様の言うとーり!
  - モブノデレラ
  - 神様の言うとーり!
  - カフェ樂園

#### アルバム
- 超特急 ≠ME行き
  - クルクルかき氷
  - 自分賛歌
  - 秘密インシデント
  - ポニーテール キュルン
  - てゆーか、みるてんって何?
- Springtime In You
  - 偶然シンフォニー
  - 春の恋人 - センター
  - ラストチャンス、ラストダンス

#### 配信楽曲
- ≠ME
- トリプルデート - =LOVE、≠ME、≒JOYの3グループ合同ユニット・イコノイジョイによる合同楽曲[20]。

#### オリジナル楽曲
- 君の音だったんだ - =LOVEのシングル『ズルいよ ズルいね』に収録
- 君と僕の歌 - =LOVEのシングル『CAMEO』に収録
- P.I.C. - =LOVEのシングル『青春“サブリミナル”』に収録。冨田菜々風とWセンター。

#### 未音源化
- 次に会えた時 何を話そうかな - =LOVEと≠MEの総勢24人による合同楽曲[21]。

### TINGS

#### シングル
- ワンダー・スターター/パレットガールズ

#### アルバム
- SHINEPOST Character Song Collection
  - TOKYO WATASHI COLLECTION
  - 一歩前ノセカイ
  - Yellow Rose
  - Be Your Light!!
  - On Your Mark!!
  - Be Happy Time!!

#### 配信楽曲
- TINGS MUSIC JOURNEY e.p.
  - Be Your Light!!（2021年、作詞：ヤマダヒロシ　作曲・編曲：河田貴央）
  - TOKYO WATASHI COLLECTION（2021年、作詞：ヤマダヒロシ　作曲・編曲：宮野弦士）
  - Be Happy Time!!（2021年、作詞：ヤマダヒロシ　作曲・編曲：河田貴央）
- 一歩前ノセカイ（2022年、作詞：ヤマダヒロシ　作曲・編曲：小松一也）
- Life goes on!（2022年、作詞：牡丹　作曲・編曲：如月結愛（Arte Refact））
- Snow Leaves（2022年、作詞：牡丹　作曲・編曲：加藤冴人）
- 春風に乗って（2022年、作詞：牡丹　作曲・編曲：森本貴大）
- Yellow Rose（2022年、作詞：ヤマダヒロシ　作曲：松本俊明　編曲：中土智博）

#### 未音源化
- LOOK AT ME!!（2023年、作詞：ヤマダヒロシ　作曲：藤井健太郎（HANO）　編曲：藤井健太郎（HANO）・森田友梨） - TINGS、HY:RAIN、螢、FFF、ゆらゆらシスターズの総勢16人による合同ユニット・SHINEPOST ALL YOUR IDOLs!!によるモバイルゲーム『シャインポスト Be Your アイドル！ 』のテーマ曲[22]。

## 出演

### テレビ番組
- バゲット（2022年7月12日、日本テレビ）- 鈴代紗弓と共に。
- 夜バゲット（日本テレビ）
  - 2022年7月22日 - シャインポスト3話のあらすじについて紹介。
  - 2022年7月29日 - シャインポスト4話のあらすじについて紹介[23]。
  - 2022年8月26日 - シャインポスト7話のあらすじについて紹介[24]。
  - 2022年9月9日 - シャインポスト9話のあらすじについて紹介[25]。
  - 2022年9月16日[26]
  - 2022年9月23日[27]
  - 2022年10月7日[28]
  - 2024年10月25日[29]
- 御社でインターンよろしいでしょうか？（2024年1月14日、BS-TBS） - 徳間書店で1日インターン[30]。
- ゲームズ・ボンド（テレビ朝日）
  - 2024年12月23日 - 菅波美玲と共に。IKONOIJOY Pazzleをプレイ。
  - 2025年3月10日 - 永田詩央里と共に。ジオゲッサーをプレイ。
- 芸能人が本気で考えた!ドッキリGP（2024年12月28日、フジテレビ） - 尾木波菜、谷崎早耶、冨田菜々風と共に。仕掛け人。

### テレビドラマ
- もしも、この気持ちを恋と呼ぶなら…。（2022年9月24日、ABCテレビ） - 藤丸あおい 役[31]

### テレビアニメ
- シャインポスト（2022年、玉城杏夏[32]）
- 最近雇ったメイドが怪しい（2022年、運動会のアナウンスをする生徒）
- 甘神さんちの縁結び（2025年、女子生徒）

### ラジオ
- ジェネZ（2021年4月4日 - 2022年3月27日、bayfm） - DJ[33][34]

### WEBラジオ
- 初めましてTINGSです!(仮)（2021年11月10日 - 12月1日 、超!A&G+） - TINGSのメンバー3人で出演。
- 改めましてTINGSです!（2022年1月25日 - 10月25日、超!A&G+） - TINGSメンバーが週替わりで出演、毎週火曜日

### WEB番組
- みんな集まれ！プリキュアゼミナール（2023年8月31日 - 9月15日、東映映画チャンネル） - 全6回[35]。
- まいにち賞レース（2023年12月8日、テレビ朝日公式YouTubeチャンネル） - 週替わりMC[36]。

### 映画
- スパゲティコード・ラブ（2021年11月26日、ハピネットファントム・スタジオ） - アイドルグループ「U+P」のメンバー 役[37]

### 舞台
- ≠ME ACT LIVE「おジャ魔女どれみドッカ～ン！」（2022年5月15日 - 22日、品川プリンスホテル ステラボール） - ジュエリーチーム・春風どれみ 役（コロンチーム・冨田菜々風とWキャスト）[38]
- 舞台「賭ケグルイ」（2025年9月5日 - 14日予定、シアターH） - 主演・蛇喰夢子 役[39]

### MV
- =LOVE 齊藤なぎさ（なーたん）「現役アイドルちゅ～」（2021年） - 尾木波菜、鈴木瞳美、冨田菜々風と共になーたんずとして。
- TINGS「ワンダー・スターター」（2022年）[40]

### イベント
- 『シャインポスト』重大発表イベント（2021年10月26日、タワーレコード新宿店）[7]
- TINGS LIVE JOURNEY
  - ep.00 ～Prelude～ Mini Live Event “Wanna be your SHINEPOST!!!!!”（2021年11月21日、代アニLIVEステーション）[7]
  - ep.01 ～Departure～ Mini Live Event "Black or White? SPRING BOUT"（2022年5月14日、山野ホール）[41]
  - ep.02 "Re-Live" with HY:RAIN & HOTARU （2023年3月11日、中野サンプラザ）[42]
- TVアニメ「シャインポスト」第1話ワールドプレミア!!!!!（2022年5月14日、山野ホール）[41]
- TVアニメ「シャインポスト」第1話＆第2話先行上映会＆トークショー（2022年6月18日、ユナイテッド・シネマ豊洲）[43]
- 「CAMPUS BOYS 2025」「CAMPUS GIRLS 2025」授賞式（2025年3月26日、品川インターシティホール）[44] - アンバサダー。
- 山添展（2025年5月3日、銀座ブロッサム 中央会館 ホール） - 尾木波菜と共に[45]。

### ゲーム
- シャインポスト Be Your アイドル!（2025年、玉城杏夏[46]）

## 書籍

### 雑誌
- HaaaaaN Fomalhaut（2019年10月30日号、HUSTLE PRESS）
- ≠PRESS 2020 JUNE（2020年6月号、HUSTLE PRESS）
- 声優パラダイスR vol.38（2020年9月30日、秋田書店）
- Top Yell NEO（竹書房）
  - 2020 AUTUMN（2020年9月30日） - 菅波美玲と共に。
  - 2021～2022（2021年12月27日） - ＝LOVE山本杏奈とのイコノイリーダー対談。
  - 2024 SUMMER（2024年7月1日）
- BUBKA（白夜書房）
  - 2021年1月号（2020年11月30日） - 鈴木瞳美、谷崎早耶、冨田菜々風と共に。
  - 2022年12月号（2022年10月31日） - 冨田菜々風と共に。
- 月刊ENTAME（徳間書店）
  - 2021年5月号（2021年3月30日） - 尾木波菜、谷崎早耶、冨田菜々風と共に。
  - 2022年6月・7月合併号（2022年4月28日） - 落合希来里と共に。
  - 2022年9月・10月合併号（2022年7月29日） - 冨田菜々風と共に。
  - 2022年12月・1月合併号（2022年10月28日） - 鈴木瞳美と共に。
  - 2024年3・4月合併号（2024年1月30日）
  - 2025年3・4月合併号（2025年1月30日）
- TV LIFE（ワン・パブリッシング）
  - 2021年4月8日号（2021年4月7日） - 冨田菜々風と共に。
  - 2024年9月6日号（2024年8月21日） - 菅波美玲、鈴木瞳美、谷崎早耶、冨田菜々風、本田珠由記と共に。
- BOMB（ワン・パブリッシング）
  - 2021年5月号（2021年4月9日） - 冨田菜々風と共に。
  - 2021年8月号（2021年7月9日） - 尾木波菜、谷崎早耶、冨田菜々風と共に。
  - 2022年12月号（2022年11月9日） - 櫻井もも、菅波美玲、鈴木瞳美、谷崎早耶、冨田菜々風と共に。
  - 2023年5月号（2023年4月7日） - 鈴木瞳美、谷崎早耶、冨田菜々風と共に。
  - 2023年10月号（2023年9月8日） - 鈴木瞳美、谷崎早耶、冨田菜々風と共に。
- BRODY（白夜書房）
  - 2021年12月号（2021年10月22日） - 尾木波菜、谷崎早耶、冨田菜々風と共に。
  - 2023年8月号（2023年6月23日）
- BIG ONE GIRLS（近代映画社）
  - 増刊「BIG ONE GIRLS Graph No.4」（2022年4月25日） - 冨田菜々風と共に。
  - 2023年1月号（2022年11月30日） - 櫻井もも、冨田菜々風と共に。
- My Girl vol.35（2022年7月5日、KADOKAWA） - TINGSメンバーと共に。
- メガミマガジン 2022年9月号 vol.268（2022年7月29日、学研プラス） - シャインポスト特集にインタビュー掲載。
- EX大衆 2022年12月号（2022年11月15日、双葉社） - 鈴木瞳美、本田珠由記と共に。
- blt graph. vol.105（2024年8月30日、東京ニュース通信社）
- 声優グランプリ 2025年1月号（2024年12月10日、イマジカインフォス） - 鈴代紗弓へのコメント掲載。